# Kristina Wingård Vareille
Kristina Wingård Vareille (* 1945 in Sundsvall; † 14. März 1991) war eine schwedische Romanistin und Literaturwissenschaftlerin.

## Leben
Kristina Wingård promovierte 1978 in Uppsala über Les problèmes des couples mariés dans La Comédie humaine d'Honoré de Balzac (Uppsala/Stockholm 1977). 1986 besetzte Kristina Vareille den Lehrstuhl für Französische Literatur an der Universität Uppsala.

## Schriften
- (Übersetzung aus dem Französischen) Marie-Thérèse Humbert, Min fars dotter (À l'autre bout de moi, 1979), Stockholm 1982
- Socialité, sexualité et les impasses de l'histoire. L'évolution de la thématique sandienne d'Indiana à Mauprat (1837), Uppsala/Stockholm 1987
- (mit Christiane Landner) Cours de littérature XIXe siècle, 2 Bde., Uppsala 1983–1996